# 郭衞宸
郭衛宸（？—？），字葵一（一作葵旭），號麓俠，山西平陽府太平縣（今屬襄汾縣）定興里人，明朝政治人物。

## 生平
天啓七年（1627年）丁卯科山西乡试举人，崇禎四年（1631年）辛未科二甲進士。官四川嘉定州知州，有政绩，百姓为他建立生祠十余所。崇祯八年（1635年）仕至戶部四川司員外郎，以父母年老需要奉养，未能赴任。明朝灭亡后，不再出仕，年七十一去世。